# EN 60601-1-6
Die EN 60601-1-6 mit dem Titel „Medizinische elektrische Geräte – Teil 1-6: Allgemeine Festlegungen für die Sicherheit einschließlich der Wesentlichen Leistungsmerkmale – Ergänzungsnorm: Gebrauchstauglichkeit“ ist Teil der Normenreihe EN 60601.
Herausgeber der DIN-Norm DIN EN 60601-1-6 ist das Deutsche Institut für Normung.
Die Norm ist die identische europäische Version der internationalen Norm IEC 60601-1-6. Im Rahmen des VDE-Normenwerks ist die Norm als VDE 0750-1-6 klassifiziert, siehe DIN-VDE-Normen Teil 7.
Diese Ergänzungsnorm regelt allgemeine Festlegungen für die Sicherheit, Prüfungen und Richtlinien für Gebrauchstauglichkeit.

## Gültigkeit
Die deutsche Ausgabe 2.2008 ist ab ihrem Erscheinungsdatum als Deutsche Norm angenommen.
- Die aktuelle Fassung (2.2008) ist gemeinsam mit der 3. Ausgabe der DIN EN 60601-1 anzuwenden.
- Die Ausgabe 6.2005 ist gemeinsam mit der 2. Ausgabe der DIN EN 60601-1 anzuwenden.
- Bis alle auf das zu prüfende Gerät anwendbaren Unternormen an die 3. Ausgabe der EN 60601-1 angepasst sind, muss die Version vom Juni 2005 noch angewendet werden.
- Im Januar 2009 wurde ein neuer Entwurf veröffentlicht.

## Anwendungsbereich
Diese Internationale Norm legt Anforderungen an einen Prozess zur Analyse, zur Entwicklung und Gestaltung, zur Verifizierung und Validierung der Gebrauchstauglichkeit fest, soweit sich die Gebrauchstauglichkeit auf die Basissicherheit und die wesentlichen Leistungsmerkmale von medizinischen elektrischen Geräten auswirkt. Diese Ergänzungsnorm deckt bestimmungsgemäßen Gebrauch und Benutzungsfehler ab, schließt aber anormalen Gebrauch nicht ein.

## Zusatzinformation
Die Gebrauchstauglichkeitsnorm ist eine Prozessnorm. Es wird der Prozess der Entwicklung eines Gerätes in Hinblick auf die Gebrauchstauglichkeit untersucht. Der Entwicklungsprozess muss von Anfang an die Gebrauchstauglichkeit einschließen. Diese Norm prüft nur den ’’Prozess’’ der Entwicklung, der zu guter Gebrauchstauglichkeit führen soll.
Die EN 60601-1-6 ist inhaltlich der EN 62366, die allerdings auch für nicht-elektrische Geräte gilt, sehr ähnlich. Es gibt daher Bestrebungen, diese Normen zusammenzufassen.
Folgende geänderte Anforderungen sind in der EN 60601-1-6 enthalten (Auszug):
- Risikomanagementprozess
- Verifizierung des Gebrauchstauglichkeits-Entwicklungsprozesses
- Validierung des Gebrauchstauglichkeits-Entwicklungsprozesses